# José Miguel Neira
José Miguel Neira Mondaca (Maule; 1775—Talca; 1817), conocido como el bandido Neira, fue un chileno bandolero, guerrillero y posteriormente un militar que se unió a la causa patriota durante la Guerra de Independencia y que asoló las regiones de Curicó, Talca, Rancagua dedicándose al abigeato y al pillaje de viajeros por la región.

## Infancia
Se cree que nació en 1775, en la región del Maule, en un lugar denominado El Astillero, su padre era Sixtín Neira y lo único que se sabe de su madre es su apellido: Mondaca. Creció en un ambiente muy pobre y duro, de difícil supervivencia, muy apremiado por un padre castigador y una madre embrutecida y analfabeta, ambos dieron un trato duro que transformó al infante en un hosco, rebelde y desconfiado mozalbete.
Éste resolvió, a pesar de tan solo tener 10 años, de fugarse de su hogar y unirse a diversos grupos de arrieros de la zona como ayudante.
En ese ambiente, muy duro se formó José Miguel quien se fascinó con las aventuras de un galante bandido contemporáneo  llamado 
Pascual Liberona, quien fue ahorcado en Santiago, en 1796, cuando Neira tenía 21 años.

## El bandolero
José Miguel Neira decidió hacerse bandolero en pos de su ideal y se unió a la banda de Paulino Salas, quienes asolaban a los estancieros del Maule. Neira logró ganarse el respeto y simpatías de Salas y lo acompañó por un buen tiempo en sus andanzas, haciendo valer por la destreza del cuchillo y su corpulento físico.
Por motivos que se desconocen, abandono dicha banda y decidió hacerse de una propia, a ella se le unieron campesinos descontentos, mulatos fugados y delincuentes buscados por la milicia española de la época. Entre ellos estaban Eugenio Mundaca, Pedro Rojas y Braulio Illanes quienes fueron sus lugartenientes.
No pasó mucho tiempo en que su nombre empezó a evocar el terror en la zona de Colchagua, San Fernando y Curicó principalmente. La bandolera asaltaba a los encomenderos, viajeros y estancieros no haciendo distingo si eran patriotas o realistas. 
Tuvo por lugarteniente a Braulio Illanes, un corpulento campesino de la zona.
No dudó en asaltar frailes, robar iglesias y si fuese necesario cometer homicidios.
El gobernador Casimiro Marcó del Pont, puso precio a su cabeza y el coronel de los Talaveras, Vicente San Bruno, fue uno de sus perseguidores.
La montonera de Neira eran 40 a 60 bandidos, que para poder unirse tenían que pasar por una ceremonia de iniciación, que consistía en pelear al corvo con el mismo Neira o con Illanes.
Debido, ya sea por el temor o la admiración, tenía informantes, Neira estaba al tanto de los movimientos de los Talaveras, San Bruno y Quintanilla y los pudo burlar fácilmente al ocultarse en un escondite en los contrafuertes cordilleranos. Su base de operaciones era al oriente de la localidad de Cumpeo, en la actual comuna de Río Claro.

## En la causa patriota

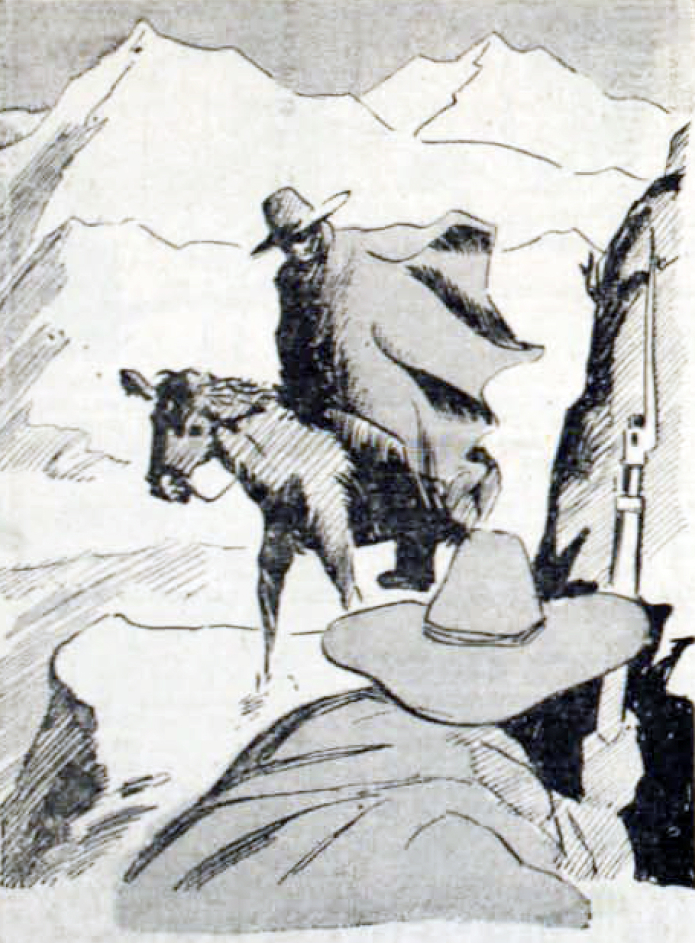
Tuvo Miguel Neira gran participación en la lucha contra la reconquista española.

La causa independentista llevada a cabo por José Miguel Carrera, le era absolutamente indiferente, sin embargo, admiraba y conocía a Manuel Rodríguez, el guerrillero carrerino cuyas hazañas le llegaban a sus oídos.
Durante la reconquista española, en 1816, los patriotas acantonados en Mendoza, requerían una red de espías de confianza y que se distrajese a las fuerzas realistas acantonadas en Santiago y Manuel Rodríguez, quien para ese momento estaba en calidad de arraigado en Mendoza por orden de Bernardo O'Higgins, propuso a San Martín la idea de acercar a la causa patriota a los montoneros que asolaban al sur de Santiago, en especial de la montonera de Neira para distraer fuerzas desde Santiago y así poder realizar los planes patriotas, San Martín aceptó y además donó armas y un traje de coronel de milicias para Neira.

En efecto, en enero de 1816, Rodríguez traspasó el cordón cordillerano y ubicó a Neira en San Fernando, y mediante una carta de San Martín y Bernardo O'Higgins, se le confirió el grado de coronel de milicias, además del perdón por sus fechorías pasadas, si el contribuía a la causa patriota desviando sus acciones hacia los estancieros realistas. 
José Miguel Neira, viendo que sus acciones delictivas tenían prácticamente una Patente de Corso, y además de una vistosa vestimenta militar que el mismo Rodríguez le obsequió conforme a su grado, aceptó más por conveniencia, que por convicción propia. Pero profesaba una gran simpatía por el guerrillero, incluso llegó a participar en algunas de las famosas correrías de Manuel Rodríguez y desarrollaron una sólida amistad.
La bandolera de Neira combinó y realizó fuertes acciones contra realistas, distrayendo algunas fuerzas desde Santiago.
Casimiro Marcó del Pont con fecha 7 de noviembre dictaminó el siguiente edicto:

-"...Por cuanto ya son insufribles los excesos que cometen en los partidos del sur los salteadores y demás facinerosos capitaneados por el malhechor José Miguel Neira, que después de tener íntima comunicación con los rebeldes de Mendoza por dirección del insurgente prófugo don Manuel Rodríguez, secretario que fue de los cabecillas Carrera, roban y matan no sólo a los transeúntes, sino a los vecinos de aquellos partidos que no se hallan seguros en sus casas ni haciendas....[[..]]..los que sabiendo donde existen los expresados Neira y Rodríguez los entreguen vivos o muertos, después de ser indultados de cualquier delito...se les gratificará con mil pesos....
Francisco Casimiro Marcó del Pont

Desde noviembre de 1816, Neira no se daba descanso en su tarea de obstaculizar a los españoles. En ese mes, al frente de sus montoneros, cayó sobre la hacienda de Cumpeo y venció con facilidad a sus mal armados moradores. 
Los bandidos se sintieron a sus anchas en las casas de esta propiedad. Por un tiempo vivaquearon en sus contornos y celebraban ruidosas comilonas, disponiendo de los vastos recursos que ofrecía. 
Neira mantuvo como centro de operaciones a Cumpeo hasta que 
Casimiro Marcó del Pont por medio de soplones supo del lugar donde se ocultaba y despachó a la carrera al coronel de Talaveras, Quintanilla con el objeto de batirlo.
Casi lo logra cazarlo en una siesta, Neira alcanza a escapar desnudo y abandonó en su huida  su adorado traje de Coronel.

## Personalidad
De carácter vengativo y pendenciero, Neira a veces también saqueaba a los patriotas y en ocasiones lo movía el deseo de lucro y de saqueo, además de la venganza e ira contenida.
Se cuenta como leyenda que en una ocasión, su ejército fue diezmado por los Realistas en pleno asalto, y él, provisto sólo de un sable y un fusil, logró derrotar a los cerca de 15 hombres que defendían el Reinado de España. 
En una oportunidad había asaltado, en compañía de cuatro bandidos, el rancho de un modesto campesino llamado Florencio Guajardo, que vivía en compañía de su mujer. El campesino, al sentir el ruido de los asaltantes, apagó el candíl, se apercibió a la defensa con un buen garrote de algarrobo y un chuzo y al primero que entró a su cuarto le rompió una pierna de un chuzazo. Mientras los otros compañeros sacaban al herido, Neira se metió en la pieza dispuesto a ultimar a Guajardo. Pero Guajardo era un hombre ágil y robusto. Dio otro chuzazo, esta vez a Neira y le agrietó el cráneo, dejándole una cicatriz que siempre conservó. El bandido perdió el conocimiento por el tremendo golpe propinado y tuvo que ser rescatado, Guajardo tuvo que huir al enterarse de que el duro de cabeza era nada menos que José Miguel Neira. 
Pasado el tiempo, Neira se repone del tremendo golpe y le busca afanosamente. Un día en que se topa con Guajardo lo reta a muerte diciéndole que su último momento ha llegado. Guajardo se exalta e increpa duramente a Neira por su desventaja ante el número. 
Un soplo magnánimo y caballeresco alumbra el alma primitiva de Neira. Al ser enrostrado por Guajardo de que no era ninguna hazaña atacarlo con tanta gente, el guerrillero le pasa un sable y él toma otro.
Por algunos minutos ambos se cruzan violentas estocadas y la suerte vuelve a acompañar a Guajardo. La cara de Neira queda marcada nuevamente por un ágil pinchazo de Guajardo. 
Neira siente que está ante un verdadero hombre, le toma respeto y abraza a su contrincante y lo deja en libertad sin hacerle ningún daño, y diciéndole que vaya en paz.

## Vida final
Durante el cruce de las tropas libertadoras, ningún cuerpo quiso unirse a las montoneras de Neira, Manuel Rodríguez escribe a San Martín y menciona a Neira en uno de sus párrafos:

-" ...Sé por buenos espías que en los alojamientos los oficiales protestaron unirse a Neira o a las primeras fuerzas que coronen la cordillera. Las partidas de Quintanilla no adelantan nada contra Neira....
Mísiva de Rodriguez a San Martín, 5 de noviembre de 1816

Empezado ya el período de la Patria Nueva, y después del resultado de la Batalla de Chacabuco, Neira no fue reconocido por sus benefactores y se sintió postergado y profundamente decepcionado por la causa patriota y volvió a las antiguas andanzas y fechorías en contra las haciendas curicanas.
Ataca una vivienda en los Cerrillos de Teno y su bandolera viola a un par de mujeres. El hecho llega a oídos del general Ramón Freire y da orden de apresarle.
Fue apresado en Talca por autoridades patriotas de las fuerzas de Freire y sometido a un rápido juicio. De nada le valieron los pasados esfuerzos contra los realistas ni menos su amistad con Manuel Rodríguez o bien, no supo defenderse o no se le dio la oportunidad.
Se le fusiló en Talca, en diciembre de 1817 (tenía 42 años). Este hecho, junto a la muerte de los Carrera, fue uno de los componentes de la desvinculación posterior de Manuel Rodríguez al gobierno de O'Higgins.
Sus descendientes migraron hacia la zona de Concepción y Santa Cruz y se transformaron en prósperos agricultores de la zona central y sur.
Sus predecesores fueron la famosa banda de los hermanos Pincheira que asolaron Chillán, Parral, Talca y Mendoza.